# Буддийские похороны
В буддизме смерть знаменует переход от этой жизни к следующей.
Для буддистов смерть является одним из самых важных религиозных событий – как для умершего, так и для живых. Для умершего она знаменует переход к очередному новому рождению (см. Бхавачакра).
Считается, что во время смерти будущая жизнь определяется тем, какую карму создало себе существо в уже прошедших жизнях, а также состоянием ума в момент смерти.
Для живых буддистов, ставших свидетелями смерти, это событие является мощным напоминанием об учениях Будды о непостоянстве всех явлений.

## В традициях Тхеравады
Для не-архатов смерть — это время перехода в очередное перерождение. Живые буддисты могут совершать действия, направленные на передачу заслуг покойному для более благоприятного перерождения оного, либо для облегчения его страданий в предшествующей жизни.  Похоронный обряд — это единственный ритуал жизненного цикла, в который вовлечены монахи тхеравады, и поэтому имеет большое значение.
Отличительным ритуалом в таких похоронах является подношение тканей монахам, что носит название paṃsukūla в палийском языке, что переводится как «брошенная мантия». Ткани символизируют выброшенные тряпки и саваны, которые использовались монахами в качестве одежды во времена жизни Будды.

## В традициях Махаяны
В Китае многочисленные практики наставления усопшего и передаче ему заслуг проводятся в течение первых сорока девяти дней после смерти, перед новым рождением. Для большинства китайских похорон, практики чтения Амитабха-сутры и произношение имени Амитабхи являются важной частью обрядов смерти. Вместе с проведением культурных практик, таких как сжигание ритуальных денег (что не приветствуется большинством практикующих буддистов), усопших часто кремировали.

### Обнажение трупа
Открытие (или обнажение) трупа (Lushizang, 露屍葬) — это практика оставления тела покойного в доступных, открытых местах, а не в ямах, гробах или саркофагах.
В индийской традиции, практика открытия трупа включает оставление тела в лесу или погружение его под воду. Средневековые китайские монахи унаследовали оставление трупов в лесу, однако нет свидетельств тому, что они практиковали водные похороны. Также в Китае использовались пещерные похороны.
Смысл в том, чтобы позволить голодным животным и птицам беспрепятственно поглотить труп. После этого останки собирают и избавляются от них одним из следующих способов:
- Останки собираются в лесу, после чего закапываются в земле или размещаются в пагоде
- Останки кремируют, затем закапывают или размещают в пагоде
- Останки кремируют, прах распыляется в лесу или над водой

### Пещерные похороны
Начиная с третьего века нашей эры китайские монахи использовали пещеры как место упокоения для умерших. Эта похоронная практика (шиши ику, 石室瘞窟), вероятно, возникла под влиянием Центрально-Азиатских практик.
Перед средневековой эпохой, слово «пещерный камень» (шиши, 石室) может иметь два значения: государственная библиотека или основной зал в родовом храме (Zongmiao, 宗庙). Для того чтобы создать пещеру для похорон, существовали такие методы:
- Использовались естественные пещеры или гроты
- Делались небольшие изменения в уже существующих гротах
- Создавались искусственные пещеры из сложенных камней

Большинство пещер и гротов были открыты, чтобы животные могли добраться до тел, за некоторыми исключениями. Как правило, монахи находились в сидячем положении и практиковали дхуту (Toutuo, 头陀). Эти пещеры были предназначены для многоразового использования и большинство из них были найдены в Чанъане и Лунмыне. В Дуньхуане и Сычуане тоже есть такие пещеры.

### Лесные похороны
Китайские монахи начали практиковать «лесные похороны» (Linzang, 林葬) начиная с пятого века нашей эры. Считается, что знаменитый монах из Восточной Цзинь, Хуйюань, был первым в Китае, кто был похоронен этим способом.
Эта практика, вероятно, была очень широко использована в шестом веке нашей эры. Согласно Книге Чэнь (陈书), даже миряне пытались использовать этот способ погребения. Термин «Холодная Роща» (Shituolin 尸陀林) была применена для обозначения «места обнажения» или как общий термин для этой практики.
После шестого века н. э. количество документов, фиксирующих лесные похороны, увеличилось. В биографиях выдающихся монахов  авторства Даохуаня (Xugaosenzhuan 续高僧传), было много историй с такими описаниями. По данным Даохуаня и других эпитафий монахов, есть два вида монахов, которые практиковали лесные похороны:
- монахи секты трёх ступеней. Членами этого религиозного движения были и монахи, и миряне-практики, в том числе верующие женщины. Самыми известными местами их захоронений были горы Чжуннань и Баошань.
- другие монахи разных движений, как правило, происходили из области Чанъань. Они ориентированы на учении Чан, в их рядах высоко ценилось происхождение монаха. Они практиковались в храмах Чанъаня.

### Мумификация
Хотя случаи мумификации известны в качестве используемого погребального обычая в различных буддийских традициях, кремация более распространена. Многие буддийские монахи перед смертью давали своим ученикам распоряжение, чтобы их похоронили сидящими в позе лотоса, помещёнными в сосуд, полный угля, древесины, бумаги и/или извести и окруженный кирпичами, затем, спустя примерно три года, тела должны были быть эксгумированы. Сохранившиеся тела будут окрашены краской и украшены золотом. Сохранившиеся тела покрывали краской и украшали золотом. Многие учителя были настолько уважаемы, что после смерти их кремировали ученики. Их называли «Воплощениями Бодхисаттв». Во время культурной революции в Китае многие мумии были уничтожены, некоторые были сохранены, другие считались утерянными и были открыты совсем недавно: одним из таких людей был достопочтенный Цзы Хэн в Тайване; также были обнаружены мощи монаха по имени Юэт Кай в Гонконге.
Другими известными примерами буддийских мумификаций являются Даши-Доржо Итигэлов в России, Луанг Пхо Дэнг в Таиланде, а также мумия монаха 15-го века, ставшая основой для снятия фильма «загадка тибетской мумии» (англ. The Mystery of the Tibetan Mummy).

## Тибетские традиции
Умершему или умирающему человеку читают Тибетскую Книгу Мертвых (в традиции Ньингма), чтобы помочь ему пройти переходный период между жизнями, ослабить привязанности к этой жизни, а также для углубления мудрости бодхисаттвы. Затем труп кремировали или расчленяли и скармливали грифам (Тиб.: jhator).
Другие тибетские традиции также имеют свои тексты и ритуалы, которые могут изменяться в зависимости от того, какой практике (ваджраяны) усопший следовал на протяжении своей жизни. Принято считать, что переход длится максимум 49 дней, поэтому на протяжении всего этого времени проводятся ритуалы.
Смерть и умирание — это важная тема в учениях тибетского буддизма, поскольку карма, созревающая в это время, и определяет, какой будет следующая жизнь умирающего. Поэтому считается необходимым правильное управление состоянием ума во время процесса умирания.
В Тибете древесины было мало и горная почва часто не подходила для захоронения, поэтому использовался один из не многих доступных способов утилизации тел — их скармливали стервятникам и прочим животным. Практика, носившая в тибетском название jhator(джхатор), что дословно переводится как «подношение милостыни птицам», известна в наше время под названием «небесные похороны». Можно также рассматривать это как подношение тела животным, последний акт щедрости умершего, доказательство отсутствия цепляния к собственному телу.